# Fountain Valley
Pour les articles homonymes, voir Fountain.
Fountain Valley est une municipalité des États-Unis située dans l'État de Californie dans le Comté d'Orange. Son code postal est 92708. Sa population était de 55 313 au recensement de 2010. La ville s'est incorporée en municipalité en 1957.

## Géographie

Carte de Fountain Valley dans le comté d'Orange en californie

Fountain Valley est une ville-dortoir classique située à 33°42′31″N, 117°57′23″O, au sud-ouest et au nord-est de la San Diego Freeway, qui coupe la ville en deux; et est entourée par Huntington Beach, Westminster, Garden Grove, Santa Ana, et Costa Mesa. Sa bordure orientale est la Santa Ana.
Selon le Bureau du recensement des États-Unis la ville a une superficie totale de 23,1 km2, dont 0,11 % d'eau.

## Démographie
| 1960  | 1970   | 1980   | 1990   | 2000   | 2010   |
| ----- | ------ | ------ | ------ | ------ | ------ |
| 2 068 | 31 886 | 55 080 | 53 691 | 54 978 | 55 313 |

## Personnalités liées à la ville
- Freddie Freeman, joueur de baseball des Braves d'Atlanta